# Saint-Lactencin
Saint-Lactencin é uma comuna francesa na região administrativa do Centro, no departamento Indre. Estende-se por uma área de 31,46 km². Em 2010 a comuna tinha 429 habitantes (densidade: 13,6 hab./km²).